# Pseudocyclosorus angustipinnus
Pseudocyclosorus angustipinnus är en kärrbräkenväxtart som beskrevs av Ren-Chang Ching och Y. X. Lin. Pseudocyclosorus angustipinnus ingår i släktet Pseudocyclosorus och familjen Thelypteridaceae. Inga underarter finns listade.